# 中華民族主義
中華民族主義，也稱為大中華民族主義、大中國主義、大中華思想，是一種出現中国的民族主义，主張將中國中的各民族，融合為中華民族，以此將中國建立為民族國家，也被稱為是大中華思想。這個思想最早出現於清朝末年，由梁啟超等人提倡，他們主張，匯集在中國的所有民族，成為單一的中華民族，形成国族认同，並以此建立國家。因此提出五族共和等口號。
中華人民共和國將中華民族主義稱為中国民族主义。

## 概論
在清朝末年，出現以排滿為訴求的漢民族主義，主張驅逐滿族與蒙族，由漢族建立獨立民族國家。這個派別由孫中山等人領導。梁啟超等維新派人士，則提出中華民族的概念，以「五族共和」為口號，希望保持原有清帝國的範圍，將清帝國下各民族，融合成中華民族，以此建立民族國家，學者吳國光認為，清末的中華民族主義思潮底下，中華民族曾經被簡約為只有漢民族。
在中華民國建國之後，孫中山等人接受梁啟超的想法，改而提倡五族共和，主張將中國五個民族，以漢族為中心，統一為中華民族，開始提倡五族融合的說法，在1921年與1924年的三民主義演講中，主張中華民國應以漢族為中心，融合其他四族，形成單一民族國家。
中華人民共和國建立後，採用費孝通主張的「中華民族多元一體」說，主張在中華人民共和國領土上的各民族，通過民族自覺，成為中華民族，是由56個民族組成，不能用「炎黃子孫」來代表「中華民族」，因此官方要求以「中華民族」來宣傳中华文明史。